# Rügischer Bodden

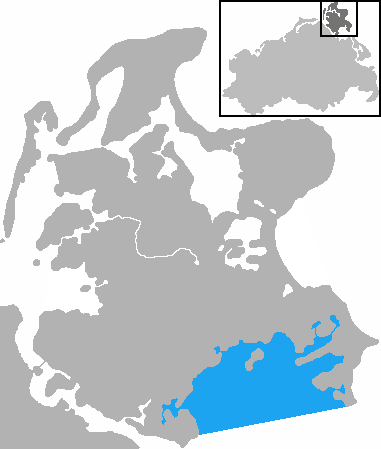
Der Rügische Bodden

Der Rügische Bodden ist der an die Insel Rügen grenzende Teilbereich des Greifswalder Boddens, einer Lagune in der Ostsee. Er befindet sich südöstlich der Insel Rügen zwischen Mönchgut und der Halbinsel Zudar. Am Mönchgut ragen mehrere Landzungen wie die Halbinsel Reddevitz, der Kleine und Große Zicker in den Bodden. Die Bucht zwischen Rügen und dem Reddevitzer Höft heißt Having, zwischen der Halbinsel Reddevitz und dem Großen Zicker liegt die Hagensche Wiek. Weitere Buchten sind die Schoritzer Wiek, der Selliner See und der Neuensiener See.  Eine Grenze im Süden wäre die Linie zwischen den Landspitzen der Halbinsel Zudar und der Halbinsel Mönchgut. Häfen befinden sich in Lauterbach, Baabe und Seedorf.
Der Bodden ist Teil des Biosphärenreservates Südost-Rügen.
Im nördlichen Teil des Boddens, dem Ort Lauterbach vorgelagert, liegt die Insel Vilm.